# Dom DeLuise
Dominick (Dom) DeLuise (Brooklyn, 1 augustus 1933 – Los Angeles, 4 mei 2009) was een Amerikaans acteur. Hij is de vader van Peter DeLuise en David DeLuise.
DeLuise speelde in films als The Cannonball Run, Smokey and the Bandit II, History of the World: Part I en Cannonball Run II. Hij presenteerde ook het programma Candid Camera.
DeLuise speelde vaak samen met Burt Reynolds.
Dom DeLuise overleed op 4 mei 2009 op 75-jarige leeftijd in zijn slaap. Op dat moment lag hij in het ziekenhuis, waar hij leed aan nierfalen en ademhalingsproblemen als gevolg van kanker.

## Filmografie
- Tinker's Workshop televisieserie – Tinker the Toymaker (1954-1959)
- Diary of a Bachelor (1964) – Marvin Rollins
- Fail-Safe (1964) – TSgt. Collins
- The Munsters televisieserie – Dr. Dudley (afl., Just Another Pretty Face, 1966)
- The Glass Bottom Boat (1966) – Julius Pritter
- Please Don't Eat the Daisies televisieserie – Purple Avenger (afl., The Purple Avenger, 1966)
- The Girl from U.N.C.L.E. televisieserie – Stanley Umlaut (Afl., The Danish Blue Affair, 1966)
- The Dean Martin Summer Show televisieserie – Regular (1966)
- The Busy Body (1967) – Kurt Brock
- What's So Bad About Feeling Good? (1968) – J. Gardner Monroe
- The Dom DeLuise Show televisieserie – presentator (1968)
- The Ghost & Mrs. Muir televisieserie – Elroy Applegate (afl., Today I Am a Ghost, 1969)
- The Twelve Chairs (1970) – Father Fyodor
- Norwood (1970) – Bill Bird
- Who Is Harry Kellerman and Why Is He Saying Those Terrible Things About Me? (1971) – Irwin Macy
- Kraft Music Hall Presents: The Des O'Connor Show televisieserie – Regular (afl. onbekend, 1971)
- The Glen Campbell Goodtime Hour televisieserie – rol onbekend (episode 4.14, 1972)
- Evil Roy Slade (televisiefilm, 1972) – Logan Delp
- Every Little Crook and Nanny (1972) – Azzecca
- The Roman Holidays televisieserie – Mr. Evictus (afl., Hectic Holiday, 1972, stem)
- Lotsa Luck televisieserie – Stanley Belmont (1973-1974)
- Blazing Saddles (1974) – Buddy Bizarre
- Medical Center televisieserie – Max (afl., The World's Balloon, 1974)
- Only with Married Men (televisiefilm, 1974) – Murray West
- The Adventure of Sherlock Holmes' Smarter Brother (1975) – Eduardo Gambetti
- Silent Movie (1976) – Dom Bell
- Diary of a Young Comic (televisiefilm, 1977) – rol onbekend
- The World's Greatest Lover (1977) – Adolph Zitz
- Sextette (1978) – Dan Turner
- The End (1978) – Marlon Borunki
- The Cheap Detective (1978) – Pepe Damascus
- The Muppets Go Hollywood (televisiefilm, 1979) – agent/zichzelf (niet op aftiteling)
- The Muppet Movie (1979) – Bernie the Agent
- Hot Stuff (1979) – Ernie Fortunato
- Fatso (1980) – Dominick DiNapoli
- The Last Married Couple in America (1980) – Walter Holmes
- Wholly Moses! (1980) – Shadrach
- Smokey and the Bandit II (1980) – Doc
- History of the World: Part I (1981) – Emperor Caeser
- The Cannonball Run (1981) – Victor Prinzim/Captain Chaos
- Pelle Svanslös (1981) – voice-over Engelstalige versie (stem)
- The Secret of NIMH (1982) – Jeremy (stem)
- The Best Little Whorehouse in Texas (1982) – Melvin P. Thorpe
- Happy (televisiefilm, 1983) – Roger Hanover
- Cannonball Run II (1984) – Victor Prinzim/Captain Chaos/Don Canneloni
- Johnny Dangerously (1984) – The Pope
- Amazing Stories (televisieserie)Amazing Stories televisieserie – Guilt (afl., Guilt Trip, 1985)
- Haunted Honeymoon (1986) – Aunt Kate
- An American Tail (1986) – Tiger (stem)
- Un tassinaro a New York (1987) – Captain T. Favretto
- Spaceballs (1987) – Pizza the Hutt (stem)
- Going Bananas (1987) – Big Bad Joe
- The Dom DeLuise Show televisieserie – Dom (1987-1988)
- Oliver & Co. (1988) – Fagin (Stem)
- The Princess and the Dwarf (1989) – rol onbekend
- 21 Jump Street televisieserie – rol onbekend (afl., Woolly Bullies, 1989)
- Ook honden gaan naar de hemel (1989) – Itchy Itchiford (stem) (a.k.a. All Dogs Go to Heaven)
- B.L. Stryker televisieserie – rol onbekend (afl., Die Laughing, 1989)
- Die Laughing (televisiefilm, 1990) – rol onbekend
- Loose Cannons (1990) – Harry 'The Hippo' Gutterman
- Candid Camera televisieserie – presentator (1991)
- Timmy's Gift: Precious Moments Christmas (televisiefilm, 1991) – Nicodemus (stem)
- Driving Me Crazy (1991) – Mr. B
- An American Tail: Fievel Goest West (1991) – Tiger (stem)
- Wake, Rattle & Roll televisieserie – Lippy the Lion (1990-1992, stem)
- Munchie (1992) – Munchie (stem)
- Die Abenteuer von Pico und Columbus (1992) – Christopher Columbus (stem)
- Almost Pregnant (1992) – Doctor Beckhard
- Fievel's American Tails televisieserie – Tiger (1992, stem)
- The Skateboard Kid (1993) – Rip (stem)
- Happily Ever After (1993) – The Looking Glass (stem)
- Robin Hood: Men in Tights (1993) – Don Giovanni
- Diagnosis Murder televisieserie – Buddy Blake (afl., Murder at the Telethon, 1993)
- Married... with Children televisieserie – Floyd the Dog (afl., Change for a Buck, 1993, stem)
- Il silenzio dei prosciutti (1994) – Dr. Animal Cannibal Pizza
- A Troll in Central Park (1994) – Stanley (stem)
- SeaQuest DSV televisieserie – Nick Piccolo (afl., Vapors, 1994)
- The Magic School Bus televisieserie – Baker (afl., Gets Ready, Set, Dough, 1994, stem)
- Don't Drink the Water (televisiefilm, 1994) – Father Drobney
- The Tin Soldier (televisiefilm, 1995) – Mr. Fallon
- The Ren & Stimpy Show televisieserie – Big Kahuna (afl. onbekend, 1993-1995, stem)
- Burke's Law televisieserie – Vinnie Piatte (afl. onbekend, 1994-1995)
- Toonstruck (computerspel, 1996) – ‘Fingers’ the Cashier (stem)
- Ook honden gaan naar de hemel 2 (1996) – Itchy Itchiford (stem) (a.k.a. All Dogs Go to Heaven 2)
- Shari's Passover Surprise (televisiefilm, 1996) – Dom
- Red Line (1996) – Jerry
- Boys Will Be Boys (televisiefilm, 1997) – Chef
- Killer per caso (1997) – The Judge
- Duckman: Private Dick/Family Man televisieserie – The Governor (afl., A Star Is Abhorred, 1997, stem)
- Beverly Hills, 90210 televisieserie – Magic Morton (afl., I Only Have Eyes for You, 1997)
- I Am Weasel televisieserie – Mayor/Frenchman #3/Neighbor #2 (afl., Power of Odor, 1997, stem)
- Cow and Chicken televisieserie – Mayor (afl., Power of Odor, 1997, stem)
- All Dogs Go to Heaven: The Series televisieserie – Itchy Itchiford (afl., Cyrano the Barkinac, 1996, stem|La Doggie Vita, 1997, stem|Travels with Charlie, 1997, stem|The Big Fetch, 1997, stem|Dog eat Dog, 1997, stem)
- Cow and Chicken televisieserie – Jean-Paul Beaver/Dakota Governor/Spotted Owl (afl., I Am Ambassador, 1997, stem)
- Dexter's Laboratory televisieserie – Koosalagoopagoop/Koosy (afl., Hunger Strikes/The Koos Is Loose/Morning Stretch, 1997, stem|Sports-a-Poppin'/Koos a la Goop a Goop/Project Dee Dee, 1997, stem)
- The Charlie Horse Music Pizza televisieserie – Cookie the Cook (1998, stem)
- 3rd Rock from the Sun televisieserie – Mr. Pollone (afl., Auto Eurodicka, 1998)
- Hercules televisieserie – Bacchus (afl., Hercules and the Bacchanal, 1998, stem)
- The Godson (1998) – The Oddfather
- Sabrina, the Teenage Witch televisieserie – Cousin Mortimer (afl., The Pom Pom Incident, 1998)
- An American Tail: The Treasure of Manhattan Island (Video, 1998) – Tiger (stem)
- The Wild Thornberrys televisieserie – Baby Condor (afl., Flight of the Donnie, 1998, stem)
- An All Dogs Christmas Carol (1998) – Itchy (stem)
- The Secret of NIMH 2: Timmy to the Rescue (video, 1998) – Jeremy (stem)
- Baby Geniuses (1999) – Lenny
- An American Tail: The Mystery of the Night Monster (video, 1999) – Tiger (stem)
- Lion of Oz (2000) – Oscar Zoroaster Phadrig Isaac Newton (stem)
- Stargate SG-1 televisieserie – Urgo/Togar (afl., Urgo, 2000)
- The Brainiacs.com (2000) – Ivan Lucre
- Always Greener (2001) – rol onbekend
- My X-Girlfriend's Wedding Reception (2001) – Father O'Rdeal
- It's All About You (2002) – rol onbekend
- Remembering Mario (2003) – Mario (stem)
- Girl Play (2004) – Gabriel
- Breaking the Fifth (2004) – Flealand Cunchulis
- Duck Dodgers televisieserie – Roy Serpenti (afl., Master & Disaster/All in the Crime Family, 2005, stem)
- Bongee Bear and the Kingdom of Rhythm (2006) – Myrin (stem)
- Video Classroom Lesson 1: Space and Sea (video, 2006) – Animated School Teacher
- Horrorween 3D (2008) – cameorol

## Prijzen
- DeLuise won in 1987 een Golden Raspberry Award voor zijn rol in de film Haunted Honeymoon.[4]

- Bibsys: 99030516
- Biblioteca Nacional de España: XX1621908
- Bibliothèque nationale de France: cb13893141d (data)
- CiNii: DA13520943
- Gemeinsame Normdatei: 134903536
- International Standard Name Identifier: 0000 0001 1507 0560
- Library of Congress Control Number: n79140516
- MusicBrainz: 1df5b5a1-e321-4b9c-99ee-0667477be5c5
- Nationale Bibliotheek van Tsjechië: xx0151913
- Nationale bibliotheek van Australië: 35167325
- Nationale Bibliotheek van Israël: 987007460675805171
- Nationale Bibliotheek van Polen: a0000002132817
- Nederlandse Thesaurus van Auteursnamen: 073390836
- SNAC: w6qr6msz
- Système universitaire de documentation: 113679432
- Virtual International Authority File: 39561461
- WorldCat: E39PBJjmMhkb3JXfmFwfmpg3Qq